# Муратівське газоконденсатне родовище
Муратівське газоконденсатне родовище розташоване в Новоайдарському районі Луганської області за 50 км від смт Новоайдара.

## Опис
У тектонічному відношенні воно знаходиться в південно-східній частині північного борту ДДЗ і входить до перехідної зони між складчастим Донбасом і південним схилом Воронезької антеклізи.
Підняття виявлене в результаті проведених у 1960—62 роках комплексних структурно-пошукових робіт на нафту, газ і кам'яне вугілля.
В 1962—65 роках була вивчена геологічна будова структури, вона підготовлена сейсморозвідкою МВХ до пошуків вуглеводнів у відкладах середнього карбону. Пошуково-розвідувальне буріння 1971—75 років позитивних результатів не дало (пробурено 4 свердловини). Тільки в 1977 році при випробуванні свердловини № 5 з відкладів серпухівського ярусу (продуктивний горизонт С-5, інтервал 2911-3048 м) одержано промисловий приплив газу дебітом 50,9 тис. м3 добу на діафрагмі 6,2 мм.
До Державного балансу родовище прийняте у тому ж 1977 році.